# آب‌انبار حاج قربان
آب‌انبار حاج قربان مربوط به دوره قاجار است و در شهرستان بجستان، شهر بجستان - حاشیه خیابان امام خمینی واقع شده و این اثر در تاریخ ۱۶ اسفند ۱۳۸۴ با شمارهٔ ثبت ۱۴۳۵۳ به‌عنوان یکی از آثار ملی ایران به ثبت رسیده‌است.